# Copa de l'EFAF
La Copa de la EFAF (EFAF Cup en anglès) és la segona competició en importància de futbol americà d'Europa, després de la Lliga Europea de Futbol Americà. L'organitza la Federació Europea de Futbol Americà (European Federation of American Football -EFAF- en anglès). Des de 2014 es denomina EFL Bowl al seu partit final a causa que la màxima competició, la Lliga Europea de Futbol Americà (European Football League en idioma anglès), va passar a denominar-se BIG6 European Football League, i la Copa de la EFAF a European Football League a seques.
El campió actual és Frankfurt Samsung Universe.

## Palmarès
| Copa EFAF |            |                                       |          |                                       |                                                    |
| Edició    | Data       | Campió                                | Resultat | Subcampió                             | MVP                                                |
| I         | 8/06/2002  | Graz Giants                           | 51-12    | Badalona Dracs                        | Ivan Gustafson (TE, Giants)                        |
| II        | 29/06/2003 | Carlstad Crusaders                    | 28-7     | Tirol Raiders                         | Johan Larsson, QB, (Crusaders)                     |
| III       | 27/06/2004 | Tirol Raiders                         | 45-0     | Farnham Knights                       | Florian Grein (RB, Raiders)                        |
| IV        | 26/06/2005 | Marburg Mercenaries                   | 49-14    | Élancourt Templiers                   |                                                    |
| V         | 11/07/2006 | Graz Giants                           | 37-20    | Eidsvoll 1814's                       | Darvin Lewis (Giants)                              |
| VI        | 21/07/2007 | Graz Giants                           | 28-26    | Hohenems Blue Devils                  |                                                    |
| VII       | 12/07/2008 | Berlin Adler                          | 29-0     | Parma Panthers                        | Oliver Flemming (Adler) Alberto Lanzoni (Panthers) |
| VIII      | 04/07/2009 | Prague Black Panthers                 | 35-12    | Les Black Panthers de Thonon-les-Bais | Stanislav Jantos (RB, Black Panthers)              |
| IX        | 17/07/2010 | Calanda Broncos                       | 17-3     | Carlstad Crusaders                    | Tissi Robinson (Broncos)                           |
| X         | 02/07/2011 | London Blitz                          | 29-7     | Kragujevac Wild Boars                 | Aaron Sanders-Percival (Blitz)                     |
| XI        | 14/07/2012 | Søllerød Gold Diggers                 | 31-21    | Triangle Razorbacks                   | Alexander Cimadon (Gold Diggers)                   |
| XII       | 13/07/2013 | Les Black Panthers de Thonon-les-Bais | 66-6     | L'Hospitalet Pioners                  | Alex Thomas (RB, Black Panthers)                   |

| Copa EFL |            |                            |                                       |          |                     |             |                       |
| Edició   | Data       | Seu                        | Campió                                | Resultat | Subcampió           | Espectadors | MVP                   |
| I        | 19/07/2014 | Kiel, Alemanya             | Kiel Baltic Hurricanes                | 40-0     | Badalona Dracs      | 2,104       | Garrett Andrews (KBH) |
| II       | 27/06/2015 | Kiel, Alemanya             | Kiel Baltic Hurricanes                | 49-28    | Allgäu Comets       | 1,752       |                       |
| III      | 11/06/2016 | Frankfurt, Alemanya        | Frankfurt Samsung Universe            | 35-21    | Amsterdam Crusaders | 6,056       | Jesse Lewis (FU)      |
| IV       | 10/06/2017 | Thonon-les-Bais, França    | Les Black Panthers de Thonon-les-Bais | 29-20    | Rhinos Milano       | 2.500       | Stephen Yepmo (TBP)   |
| V        | 09/06/2018 | Sesto San Giovanni, Itàlia | Potsdam Royals                        | 43-42    | Seamen Milano       | 2.500       | Xavier Mitchell (SM)  |

## Equips
Prenen part en ella els equips que considera la EFAF tenen el nivell competitiu apropiat d'entre les 17 lligues europees que s'integren en EFAF. Solen ser els campions de les lligues més petites i els segons o tercers classificats de les lligues més competitives.